# M/S Kungsholm (1966)
M/S Kungsholm var ett passagerarfartyg byggt för Svenska Amerika Linien 1966.

## Historia
Kungsholm sjösattes 13 april 1965 och gjorde sin provtur den 19 november samma år. Levererades till AB Svenska Amerika Linien den 17 mars 1966, som körde jungfruresan från Göteborg till New York den 22 april 1966. Fartyget användes huvudsakligen för kryssningstrafik över hela världen. M/S Kungsholm såldes i augusti 1975 till Flagship Cruises i Hamilton på Bermuda som seglade henne under Liberiaflagg med hemmahamn i Monrovia. 19 december 1975 avgick fartyget från New York på sin första kryssning för de nya ägarna. I januari 1978 gick fartyget på grund utanför Martinique och satt fast i fem dagar. Peninsular & Oriental Steam Navigation Co i London, England, (P&O Cruises) köpte fartyget i juni 1978 för att under tiden 4 september 1978 till 26 januari 1979 bygga om henne på varvet Bremer Vulkan i Tyskland. Där togs den främre, falska skorstenen bort, medan den andra fick ny utformning. Hytt- och passagerarplatser utökades till 750, med 108 i 1:a klass och 642 i 2:a klass. Hon blev omdöpt till Sea Princess. Under 1981 spelades två avsnitt av TV-serien Love Boat in på fartyget.
År 1982 skedde en ny ombyggnad på Vosper & Company i Portsmouth, England då hytt- och passagerarplatserna utökades till 840. I april 1995 döptes fartyget om till Victoria. Union Castle Steamship Co chartrade fartyget mellan den 11 december 1999 till den 15 februari 2000 för en millenniumkryssning runt Afrika. Skorstenen blir ommålad för denna kryssning. Hon såldes till Paris Katsoufis, Nassau, Bahamas i november 2002 och döptes om till Mona Lisa, samt utchartrades på fem år till Holiday Kreuzfahrten i Tyskland. Den 25 juli 2003 gick fartyget på grund och skadade propellern när de lämnade Magdalenfjorden på Svalbard. Hon kom loss för egen maskin och gick till Ålesund för att lämna av passagerarna. I september 2006 gick Holiday Kreuzfahrten i konkurs och hon kom till Pireus för uppläggning månaden efter. Kungsholm utchartrades den 1 november 2006 och användes som hotellfartyg under Asiatiska spelen i Qatar 20 november 2006 till 1 januari 2007.
Pullmantur Cruises i Spanien chartrade därefter fartyget för kryssningar i Medelhavet under 2007. I samband därmed döptes hon om till Oceanic II. The Scholar Ship (Royal Caribbean International) chartrade fartyget september 2007 för att låta det bli ett flytande universitet. Hon döptes om till The Scholar Ship. Den 4 maj 2008 grundstötte hon utanför Lettlands kust. Då försöken att dra loss skeppet misslyckats evakuerades passagerarna dagen efter. Den 7 maj lyckades man till slut dra loss fartyget. Fartyget bogserades till Alang i Indien för upphuggning i november 2015.

## Ombord
Från början tog fartyget 713 passagerare på atlantöverfarterna, men endast 450 på kryssningarna. Vid den första ombyggnaden utökades hyttplatserna till 730 bäddar. Det fanns sammanlagt 397 passagerarhytter (292 utsides, 105 insides), alla med TV, säkerhetsskåp, hårtork med mera. 68 hytter har även kylskåp. 
Fartyget hade på slutet åtta passagerardäck, fyra passagerarhissar, två utomhus- och en inomhuspool, bastu och massagerum, tre restauranger, fyra lounges, fyra barer inne och en ute på däck, teater med 300 sittplatser, fullt utrustat gym, hårfrisör och bemannad sjukvårdsavdelning.